# Кастамону
Кастамону (на турски: Kastamonu) е град и административен център на вилает Кастамону в Турция. Населението му е 64 606 жители (2000 г.) и се намира в Североцентрална Турция в черноморския район на страната. Разположен е на 904 метра н.в. Пощенският му код е 37xxx, а телефонният 366.